# Iraklio (gmina)
Iraklio (gr. Δήμος Ηρακλείου, Dimos Irakliu) – gmina w Grecji, w administracji zdecentralizowanej Attyka, w regionie Attyka, w jednostce regionalnej Ateny-Sektor Północny. Siedzibą i jedyną miejscowością gminy jest Iraklio. W 2011 roku liczyła 49 642 mieszkańców.